# Jeroen Krabbé
Jeroen Krabbé (født Jeroen Aart Krabbé; 5. december 1944 i Amsterdam, Nederlandene) er en hollandsk skuespiller.
Krabbé er kendt fra film som Flygtningen og James Bond filmen The Living Daylights.
Hans søn Martijn Krabbé er vært for The Voice og The Voice Kids på den nederlandske RTL 4.

## Filmografi (som aktør)
- Fietsen naar de maan (1963) - Elev-dekoratør
- De mikado (tv-film, 1967) - Miki-Miki
- Professor Columbus (1968) - Rolle ukendt
- The Little Ark (1972) - Dokter
- Tatort tv-serie - Henk (Afsnit: Kressin und die Frau des Malers, 1972)
- Uilenspiegel (tv-film, 1973) - Hertog Alva
- Twee onder een klap tv-serie - Rol onbekend (1973)
- De vloek van de Woestewolf tv-serie - Hertog Maximiliaan (1974)
- Alicia (1974) - Pilot
- Durmazon (miniserie, 1974) - Rol onbekend
- Amsterdam 700 (miniserie, 1975) - Daniel de Barrios
- Liefde, half om half (tv-film, 1976) - Frank Foster
- Soldaat van Oranje (1977) - Guus LeJeune
- Hij en zij tv-serie - Robert Bleeker (1978)
- Een pak slaag (1979) - Barns
- Martijn en de magiër (1979) - Regissør
- Spetters (1980) - Frank Henkhof
- Tenslotte ben je geen kind meer tv-serie - Rolle ukendt (6 afsn., 1980)
- De fabriek tv-serie - André Hageman (6. Afsnit: 1981)
- Een vlucht regenwulpen (1981) - Maarten/Alter ego
- Het oponthoud (tv-film, 1982) - Hans
- Party in Parijs (tv-film, 1982) - Jaap
- World War III (tv-film, 1982) - Col. Alexander Vorashin
- Het verleden (1982) - Harry Heyblom
- Candida (tv-film, 1982) - Dominee James Morell
- Willem van Oranje (miniserie, 1983) - Willem van Oranje
- De Vierde Man (1983) - Gerard Reve
- Pim tv-serie - Rolle ukendt (1983)
- Het dagboek van Anne Frank (tv-film, 1985) - Otto Frank
- Turtle Diary (1985) - Mr. Sandor (the slob)
- In de schaduw van de overwinning (1986) - Peter van Dijk
- Jumpin' Jack Flash (1986) - Mark Van Meter
- No Mercy (1986) - Losado
- Her Secret Life (tv-film, 1987) - Malarin
- Miami Vice tv-serie - Klaus Herzog (Afsn., Heroes of the Revolution, 1987)
- The Living Daylights (1987) - General Giorgi Koskov
- A World Apart (1988) - Gus Roth
- Crossing Delancey (1988) - Anton Maes
- Shadowman (1988) - Theo
- Scandal (1989) - Eugene Ivanov
- Melancholia (1989) - David Keller
- After the War (Mini-serie, 1989) - Herman Pfaff
- The Punisher (1989) - Gianni Franco
- Till There Was You (1990) - Robert 'Viv' Vivaldi
- Murder East - Murder West (tv-film, 1990) - Edgar Rutchinsky
- Family of Spies (tv-film, 1990) - Boris One
- Secret Weapon (tv-film, 1990) - Asher
- Robin Hood (tv-film, 1991) - Baron Roger Daguerre
- Sahara Sandwich (1991) - Rolle ukendt
- Dynasty: The Reunion (tv-film, 1991) - Jeremy Van Dorn
- Kafka (1991) - Bizzlebek
- The Prince of Tides (1991) - Herbert Woodruff
- Voor een verloren soldaat (1992) - Jeroen Boman (voksen)
- Stalin (tv-film, 1992) - Bukharin
- Oeroeg (1993) - Hendrik Ten Berghe
- The Young Indiana Jones Chronicles tv-serie - Brockdorff (Afsnit: Paris, May 1919, 1993)
- The Fugitive (1993) - Dr. Charles Nichols
- King of the Hill (1993) - Mr. Erich Kurlander
- Farinelli (1994) - George Frideric Handel
- Immortal Beloved (1994) - Anton Felix Schindler
- The Odyssey (miniserie, 1997) - Kong Alcinous
- Business for Pleasure (tv-film, 1997) - Alexander Schutter
- The Disappearance of Garcia Lorca (1997) - Col. Aguirre
- Left Luggage (1998) - Mr. Kalman
- Dangerous Beauty (1998) - Pietro Venier
- Only Love (tv-film, 1998) - François
- Ever After (1998) - Auguste De Barbarac
- An Ideal Husband (1999) - Baron Arnheim
- Jesus (tv-film, 1999) - Satan (Mand)
- Il cielo cade (2000) - Wilhelm
- The Discovery of Heaven (2001) - Gabriel
- Fogbound (2002) - Dr. Duff
- Ocean's Twelve (2004) - Van der Woude
- Off Screen (2005) - Gerard Wesselinck
- Deuce Bigalow: European Gigolo (2005) - Gaspar Voorsboch
- Snuff-Movie (2005) - Boris Arkadin
- Leef! (2005) - Hugo
- Dalziel and Pascoe tv-serie - Det. Supt. Wim de Kuiper (Afsnit: Wrong Place, Wrong Time: Part 1 & 2, 2006)
- Midsomer Murders tv-serie - Cyrus LeVanu (Afsnit: Talking to the Dead, 2008)
- Transporter 3 (2008) Film - Minister Ukraine (Leonid Vasilev)
- Albert Schweitzer (2009) - Albert Schweitzer
- Verborgen gebreken tv-serie - Bob Rademakers (2009)
- Gangster Kittens (2009) - Pierre
- In Therapie tv-serie (2011)
- Alleen maar nette mensen Film - Bram Samuels (2012)
- Van Gogh; een huis voor Vincent (2013) - Vincent Willem
- De Man met de Hamer tv-serie - Arend de Leeuw (2013)
- Sneeuwwitje en de zeven kleine mensen tv-film (2015)
- Gangster Kittens (2016) - Pierre
- Amerikali Kiz (2018)
- De Liefhebbers (2019) - Jan[1]
- The Host (2020) as Vera's father
- Bosrandgeluk (2020) (kortfilm)
- Het Kamp (2022) (kortfilm)
- Neem me mee (2023) - Joep